# Estructura sedimentaria

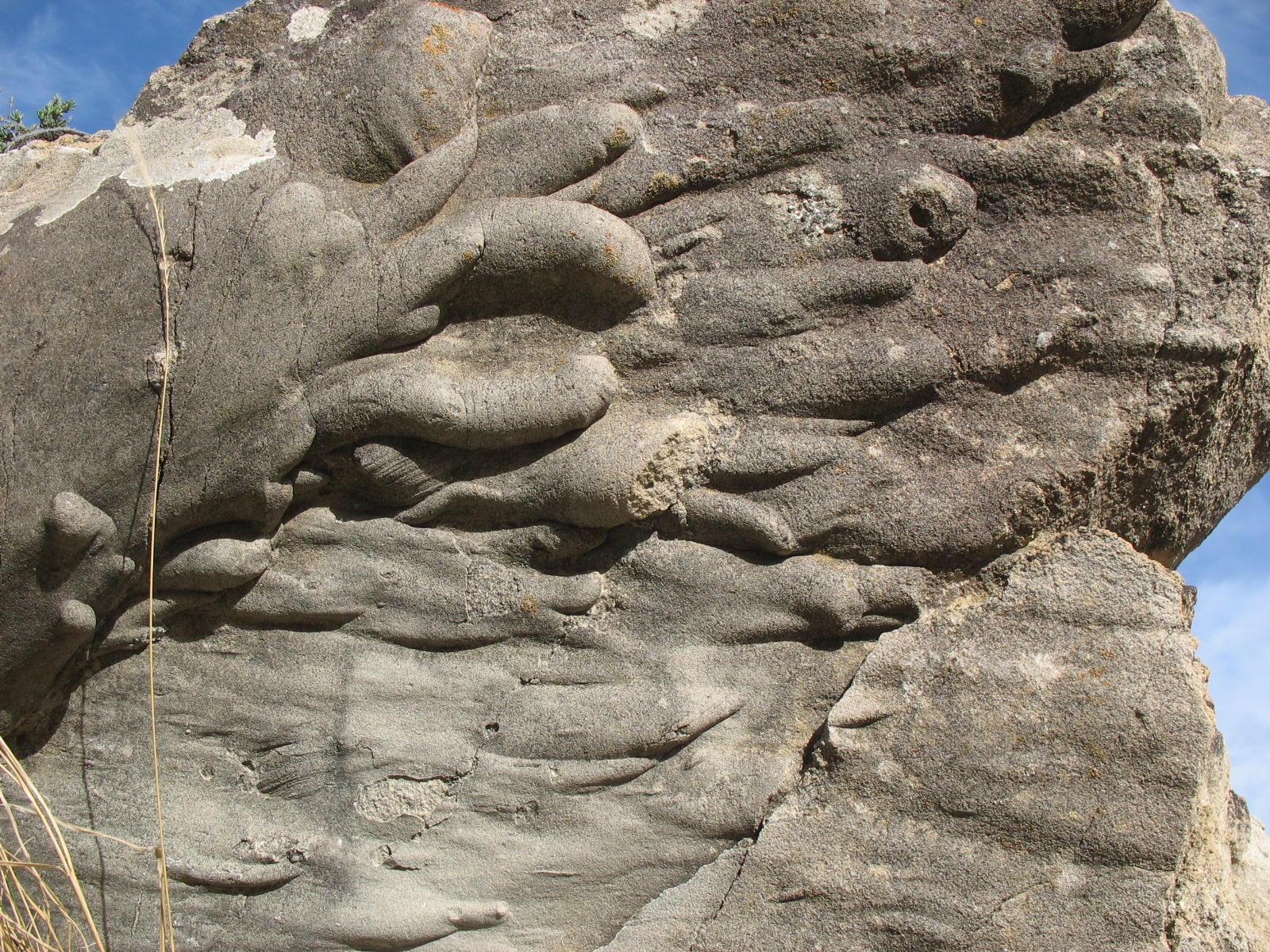
Calcos de flujo (flute casts): estructuras sedimentarias de erosión en el seno de una corriente. Molde por relleno de sedimentos posteriores, conservado como relieve invertido en la base de un estrato (vistos desde abajo). Indican dirección y sentido de una paleocorriente así como la polaridad de muro y techo de la sucesión estratigráfica. Buntsandstein de Guadalajara, España.

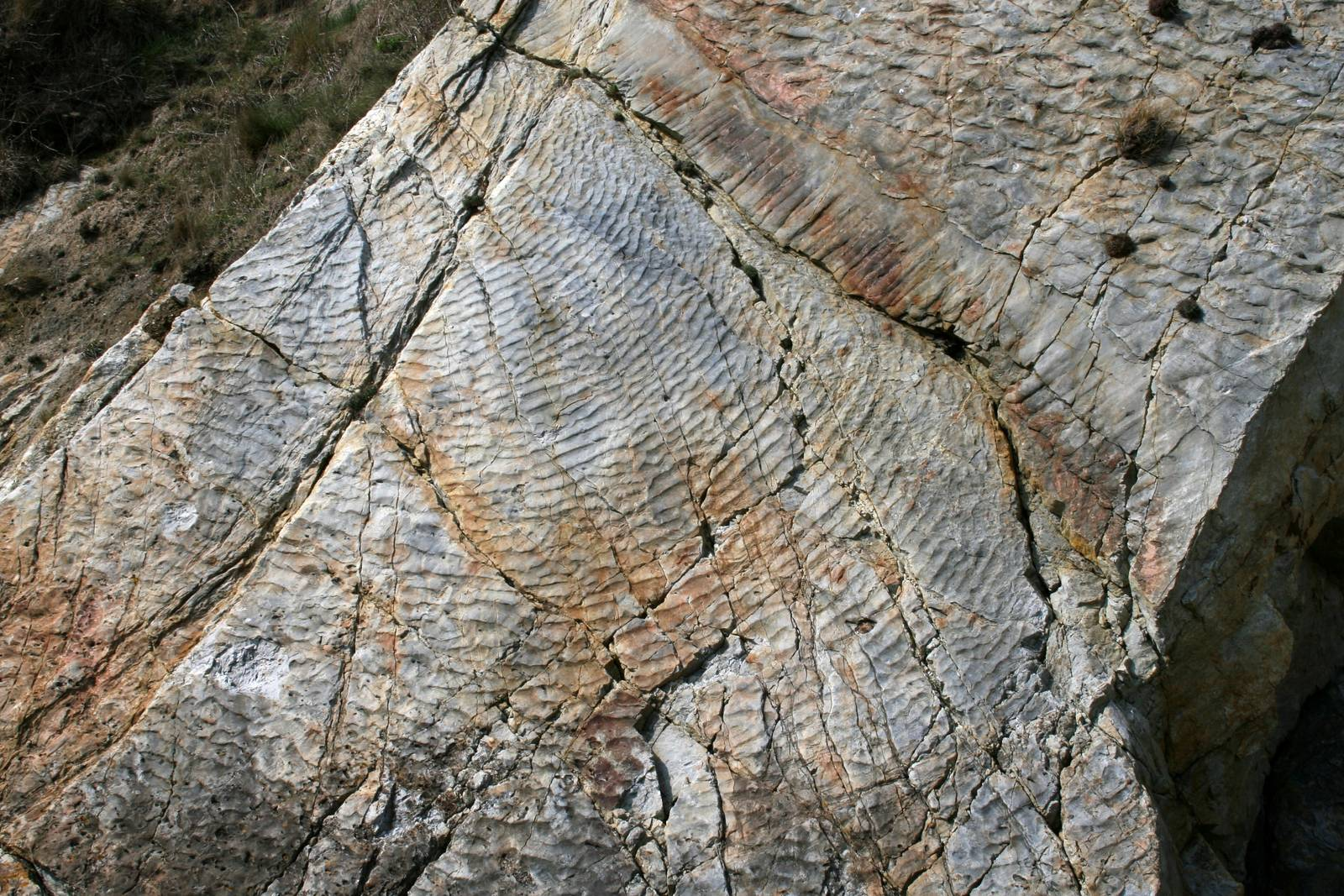
Rizaduras de distintas tipologías en el mismo afloramiento. Responden a diferentes velocidades de corriente y carga de sedimentos. Cuarcita del Ordovícico en Camaret-sur-Mer, Francia.

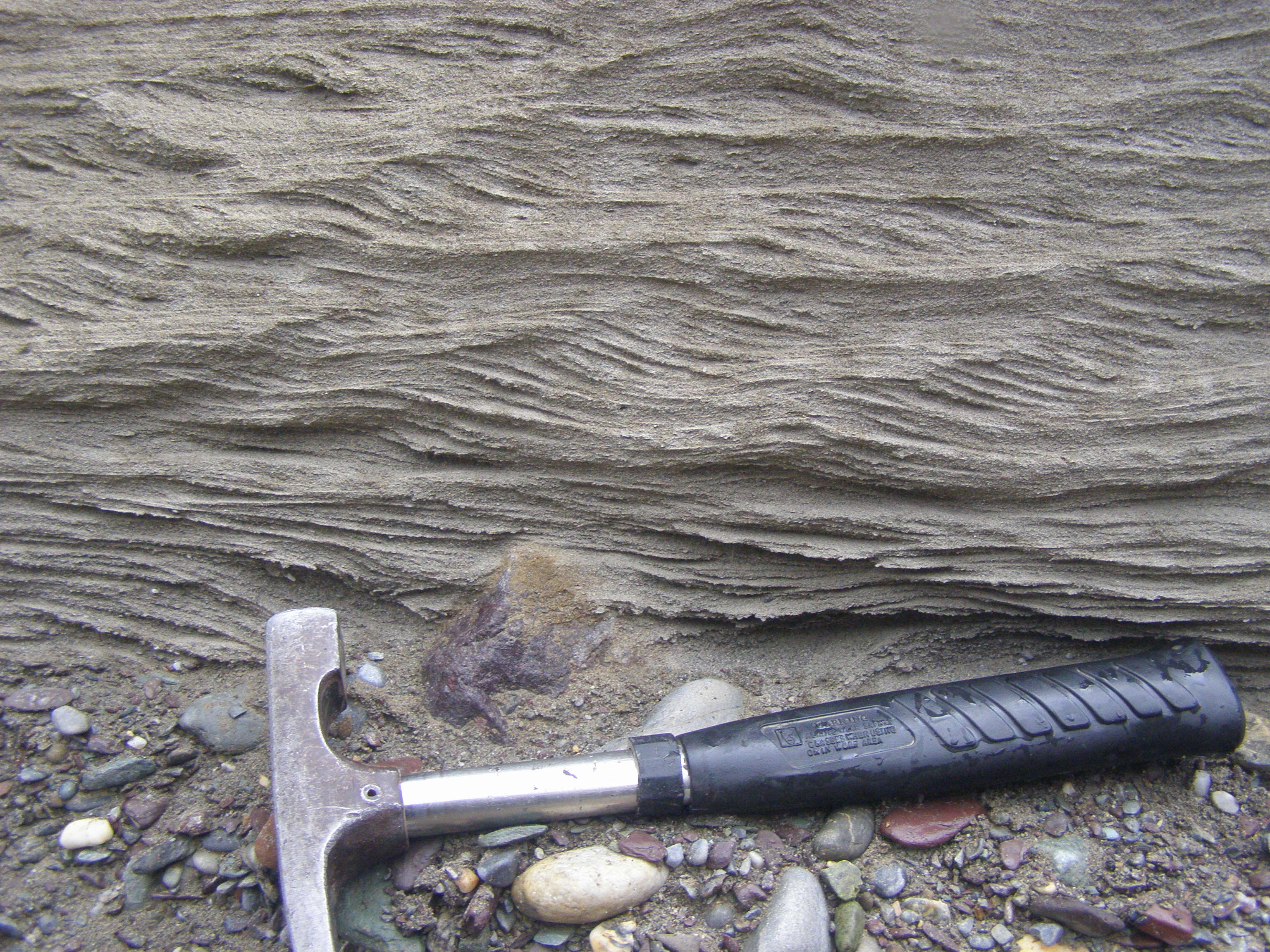
Sección con laminación cruzada por rizaduras ascendentes (climbing ripples). Valle del río Zanskar, India.

Una estructura sedimentaria es la organización geométrica de los elementos que constituyen un sedimento visto como consecuencia de los procesos que lo han estructurado y de los elementos que lo componen.

## Clasificación
Las estructuras sedimentarias se clasifican en cuatro grandes grupos:
Estructuras primarias: Se forman en relación directa con el evento sedimentario principal. Se producen rápidamente pero de igual manera pueden ser erosionadas fácilmente y desaparecer. 
La terminología de estas estructuras suele encontrarse en la literatura especializada en inglés, sin traducir a otros idiomas. Algunos ejemplos:
- Rizaduras u ondulitas (ripple marks): que pueden ser simétricas (de oscilación) o asimétricas (de corriente). Las de mayor tamaño se denominan dunas.
- Grietas de desecación (mud cracks): grietas poligonales presentes en materiales arcillosos debido a la contracción provocada por la deshidratación.
- Marcas de gota de lluvia: producidas por impacto de las gotas de lluvia en una base no consolidada, generalmente limo-arcillosa. Al impactar los sedimentos son lanzados a los lados, dejando pequeños cráteres.
- Estratificación laminar, estratificación cruzada, gradada, estratificación inclinada:

Se presentan los diferentes tipos de laminación dependiendo de la morfología del sustrato en el que se depositen los sedimentos, la continuidad, la densidad del agente de transporte (agua, viento), el grado de energía del medio de deposición, el tamaño y densidad de las partículas sedimentarias, así como de su mineralogía (algunos materiales pueden ser disueltos o meteorizados más rápidamente que otros, desapareciendo de la estratificación).
- Marcas de corriente (sole marks): 
  - Scour marks: producidas por vórtices o corrientes turbulentas. Son surcos formados por la erosión de una corriente sobre un fondo arcilloso o limoso, que posteriormente es rellenado por un sedimento de granulometría mayor, normalmente arena, obteniendo el molde en relieve inverso que se conserva en la base de los estratos en sedimentos antiguos.
  - Turboglifos, calcos de flujo, flute marks o flute cast: surcos discontinuos alargados en dirección del flujo y asimétricos. El extremo proximal es redondeado contornos fuertes. En la zona distal se atenúa el relieve hasta desaparecer.

Estructuras diagenéticas: se forman con posterioridad a la sedimentación, durante la diagénesis, y sin relación directa con el evento sedimentario principal (nódulos de yeso, paleosuelos hidromorfos, etc.).
Estructuras de deformación: se originan después de la sedimentación, pueden ser de carga (calcos de carga, areniscas almohadilladas), de escape de fluidos (convolute lamination, volcanes y diques de arena) y de deslizamiento (olistostromas, slumps, estructuras contorsionadas, etc.).
Estructuras inorgánicas: Su génesis está dominada por procesos físico-químicos.
Estructuras orgánicas: Su génesis está dominada por procesos biológicos (estromatolitos, bioturbación, pistas, etc.).